# Veerdienst Moss - Horten

De veerdienst Moss - Horten is een veerverbinding in Noorwegen over het Oslofjord tussen de plaatsen Moss in de provincie Viken en Horten in de provincie Vestfold og Telemark. De verbinding is onderdeel van de Noorse Rijksweg 19 die een verbinding vormt tussen de E18 en de E6. Voor het doorgaande verkeer tussen het zuiden van het land en het oosten is de verbinding een populair alternatief om Oslo te vermijden.

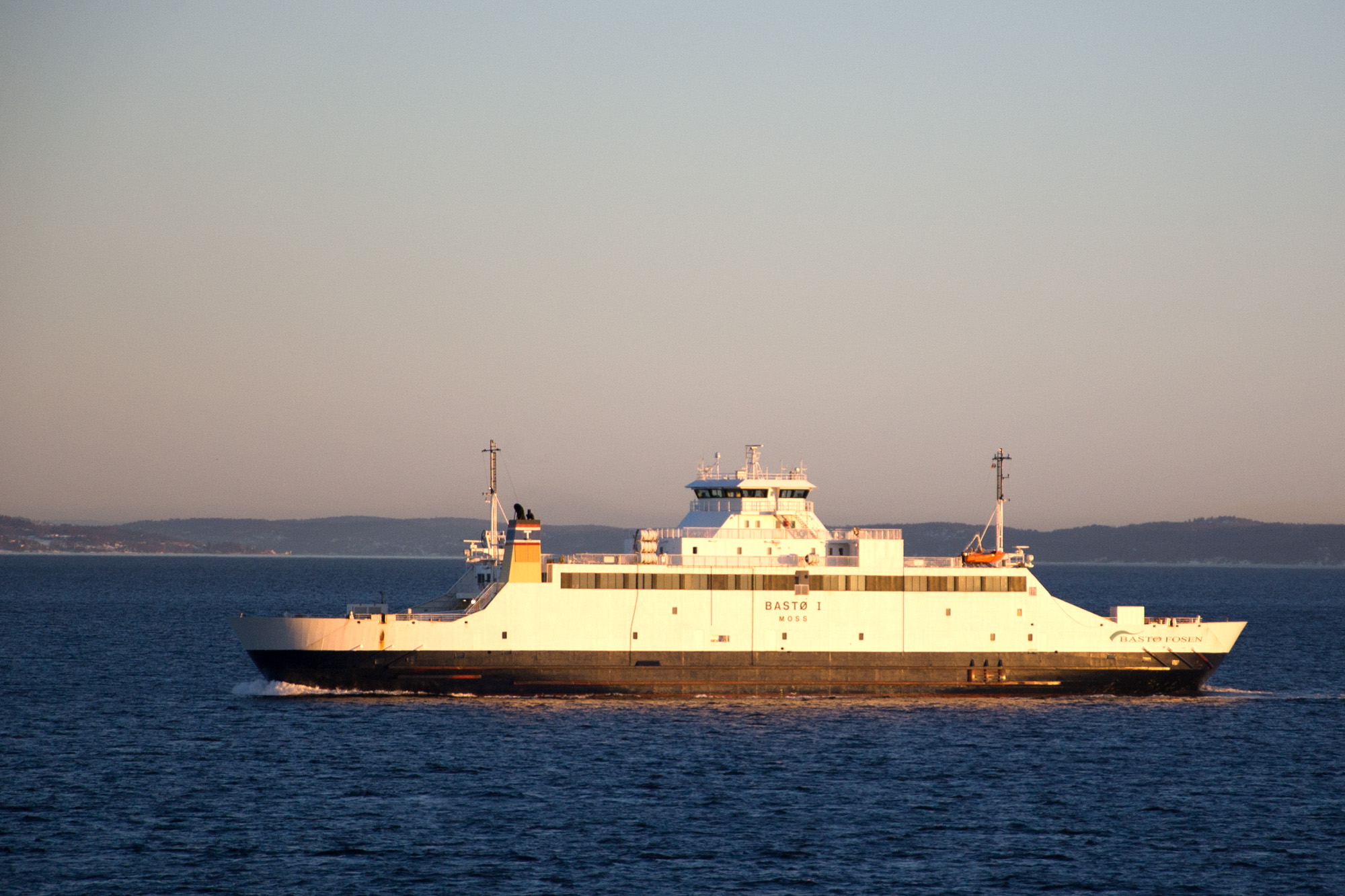
de Bastø I

De oversteek bedraagt 10 kilometer; onder normale omstandigheden duurt een overtocht ongeveer 30 minuten. De eerste afvaart is iedere dag om 5.00 uur, de laatste om middernacht. De veerdienst wordt sinds 1996 uitgevoerd door de maatschappij Bastø Fosen AS die hiervoor zesg boten inzet, waaronder sinds april 2021 een veerboot die elektrisch wordt aangedreven.
Voor het uitvoeren van de verbinding is een concessie verleend die in 2017 opnieuw is verlengd voor een periode van tien jaar. Er wordt regelmatig nagedacht om, naast de al bestaande Oslofjordtunnel tussen Hurum en Drøbak, ook tussen Moss en Horten een brug of een tunnel te bouwen, maar vooralsnog zijn er geen concrete plannen voor de bouw.
Op basis van cijfermateriaal van Statens Vegvesen, de Noorse administratie van openbare wegen, met cijfers uit 2008, 2012, 2016 en 2022 is de veerdienst Moss - Horten jaar na jaar de drukste veerdienst voor voertuigen in heel Noorwegen.